# مرزنیتسا
مرزنیتسا (به صربی: Mrzenica) یک منطقهٔ مسکونی در صربستان است که در چیچواتس واقع شده‌است. مرزنیتسا ۲۲۱ نفر جمعیت دارد.